# Kymriska
Kymriska eller walesiska är ett keltiskt språk i den västbrittiska gruppen som talas i Wales. Det är nära släkt med bretonska och korniska och på längre håll även med iriska, skotsk gaeliska och manx. Kymriska är tillsammans med engelska officiellt språk i Wales.

## Utbredning
Kymriska talas huvudsakligen i Wales av omkring en femtedel av befolkningen. Språket talas också av vissa längs den walesiska gränsen i England samt i den walesiska kolonin Y Wladfa i Chubut i Argentina. Bwrdd yr Iaith Gymraeg (Nämnden för det kymriska språket) rapporterade 2004 att 21,7 % av Wales befolkning (611 000 människor) kunde tala kymriska, en ökning med 0,9 % (35 000) från 2001. Av dessa 611 000 invånare ansåg sig 57 % (315 000) kunna tala språket flytande, medan 78 % (477 000) ansåg sig kunna språket antingen flytande eller någorlunda bra. 62 % (340 000) uppgav att de talade språket dagligen; i denna grupp ingick 88 % av dem som ansåg sig tala språket flytande.

## Officiellt språk
Welsh Language Act 1993 (1993 års lag om kymriska språket) och Government of Wales Act 1998 (1998 års lag om styret av Wales) likställde kymriskan med engelska inom den offentliga sektorn och alla offentliga institutioner är sedan dess skyldiga att tillhandahålla sina tjänster på kymriska. 2011 antogs lagförslaget the Welsh Language Measure (Lagförslag om kymriska språket), som bekräftar kymriskans status som officiellt språk i Wales.

## Svensk benämning
De svenska benämningarna på språket, kymriska och walesiska, är i stort sett likvärdiga. Svenska språkrådet framhåller dock att ”kymriska ger en tydligare koppling till folkgruppsbenämningen kymrer, som brukar användas när man avser personer som tillhör den keltiska folkgruppen i Wales”, medan ”walesiska [lätt] tolkas som ’det språk alla i Wales talar’.” Dessutom stämmer kymriska bättre överens med svenskans fonologi, eftersom ljudet [w] saknas i svenskan. Förr kunde språket även gå under benämningen välska.

## Historia
Kymriskan utvecklades ur brittiskan, det keltiska språk som talades av britannerna. Kymriska klassificeras också som ett ö- eller p-keltiskt språk. Det spreds troligen till Storbritannien under bronsåldern eller järnåldern och talades över hela ön söder om Firth of Forth. Under tidig medeltid utvecklades de brittiska dialekterna till enskilda språk; kymriska och de andra brittiska språken, korniska, bretonska och den utdöda kumbriskan. Det är inte fastställt när kymriska i praktiken blev ett eget språk.
Kenneth H. Jackson ansåg att kymriskans ljud- och stavelsestruktur var färdigutvecklad omkring år 550. Han kallade därför perioden därifrån till omkring år 800 för ”primitiv kymriska” (”Primitive Welsh”). Denna primitiva kymriska kan ha talats i både Wales och i Hen Ogledd (”Det gamla norden”) – det vill säga de områden i England där brittiska språk talades – samt i södra Skottland och kan därför ha varit föregångare till såväl kumbriska som kymriska. Jackson trodde dock att dessa redan då var distinkta språk. De tidigaste poetiska verken på kymriska tillkom under den epok som kallas ”Cynfeirdd” (”de tidiga poeterna”) och som brukar hänföras till denna period. En stor andel av de poetiska verken från denna tid diktades dock i Hen Ogledd. Detta gör både dateringen av verken och identifieringen av språket oklara.

### Fornkymriska
Fornkymriska (Hen Gymraeg) är den kymriska som talades från 800-talet och ännu in på 1000-talet. Från denna period finns betydligt fler texter från både Wales och Skottland, de flesta av dem poetiska. Som en följd av germanernas och gaelernas kolonisering kom de brittisktalande att geografiskt skiljas från de kumbrisktalande i norra England och från dem i sydväst som talade det som utvecklades till korniska, och därmed skildes också språken åt. Många dikter och viss prosa har bevarats från denna epok, några enbart i avskrift i senare handskrifter såsom Y Gododdin. Den äldsta bevarade texten på fornkymriska är troligen den på en gravsten vid kyrkan i Tywyn som tros vara från tidigt 700-tal. En text från Lichfieldevangelierna vid namn Surrexit Memorandum anses ha skrivits under sent 700-tal eller under 800-talet men kan vara en kopia av en text från omkring år 500-600.
Fornkymriskan skiljer sig så pass mycket från den moderna kymriskan att den inte förstås av kymrisktalande i dag utan språkliga hjälpmedel.

### Medelkymriska
Medelkymriska (Cymraeg Canol) talades från 1100-talet till 1300-talet. Från denna epok finns betydligt fler texter och textfragment bevarade. Så gott som alla Mabinogionberättelser är skrivna på medelkymriska, även om berättelserna i sig är mycket äldre. Det är också det språk som används i de kymriska lagtexterna.
Medelkymriskans fonologi var ganska lik dagens med några få skillnader:
- Vokalen /ʉ/ i medelkymriskan motsvarar dagens u, som uttalas /ɨ/ på nordkymriska och /i/ på sydkymriska.
- Diftongen aw, som återfinns i obetonade slutstavelser på medelkymriska, utvecklades till den moderna kymriskans o. Marchawc (”ryttare”) motsvaras alltså i dag av marchog.
- Diftongerna ei och eu i slutstavelser utvecklades till ai respektive au. Seith (”sju”) och heul (”sol”) motsvaras alltså i dag av saith respektive haul.[17]

Medelkymriskan är någorlunda begriplig för en kymrisktalande i dag.

### Nykymriska
Nykymriska kan delas in i två perioder, varav den förra är tidig nykymriska. Nykymriskan användes från tidigt 1400-tal till sent 1500-tal och är alltså det språk som användes av Dafydd ap Gwilym. Den andra perioden är sen nykymriska, som har som startpunkt William Morgans bibelöversättning från 1588 och som också omfattar den moderna kymriskan. Liksom fallet var med King James Bible och Gustav Vasas bibel fick översättningen en stabiliserande effekt på språket, även om nykymriskan har genomgått många förändringar sedan dess.

#### 1800-talet

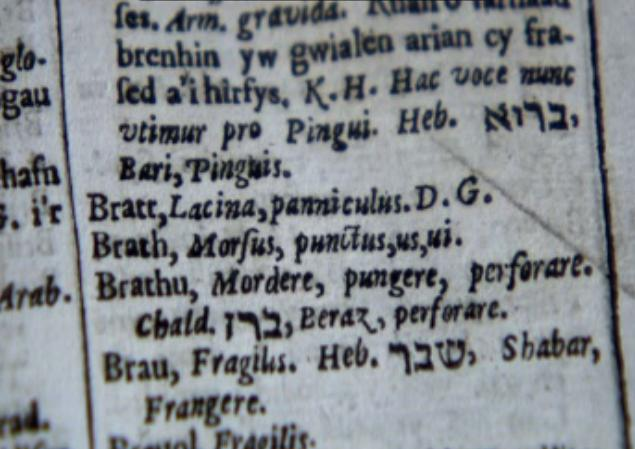
Sida ur Dictionarum duplex, en kymrisk-latinsk ordbok från 1632.

Under 1800-talet utgavs de första fullständiga kymriska ordböckerna, och språket dokumenterades ingående av lexikografipionjärer såsom Daniel Silvan Evans. Moderna ordböcker såsom Geiriadur Prifysgol Cymru (The University of Wales dictionary) har sin grund i dessa ordböcker.
Tillströmningen av engelska arbetare under industriella revolutionen ledde till en påtaglig blandning av engelsktalande och kymrisktalande. Eftersom de engelska migranterna sällan lärde sig kymriska och de kymrisktalande tenderade att tala engelska i tvåspråkiga sammanhang blev tvåspråkighet vanligt över hela Wales. Kymriskans status var dessutom underlägsen engelskans i lagstiftningen. Detta innebar att engelskan kom att dominera i städerna. Kymriskan behöll dock sitt övertag på landsbygden, i synnerhet i nordvästra och centrala Wales. Frikyrkorna var starkt förknippade med kymriska.

#### 1900-talet
I början av 1900-talet hade kymriskan för första gången i sin historia utvecklats till ett minoritetsspråk; enligt en undersökning år 1911 talades det enbart av 43,5 % av befolkningen. Efter första världskriget fortsatte antalet kymrisktalande att krympa som en följd av landets ekonomiska problem. Dessutom började Labour Party, som inte prioriterade det kymriska språket, att tillta i styrka. Som en motreaktion grundades det politiska partiet Plaid Cymru 1925 för att bevara det kymriska språket och den walesiska kulturen.
1936 beslöt Storbritanniens regering att inrätta en bombskola på halvön Llŷn i Gwynedd. Eftersom området var ett starkt fäste för det kymriska språket och den walesiska kulturen, möttes beslutet med omfattande protester som kom att benämnas Tân yn Llŷn (”Eld i Llŷn”). Protesterna hörsammades dock inte, trots att deputationen påstod sig representera en halv miljon protesterande walesare. Saunders Lewis, historiker och Plaid Cymrus grundare, skrev att den brittiska regeringen hade för avsikt att förvandla ”en av den walesiska kulturens, litteraturens och det kymriska språkets viktigaste hemorter” till en plats som främjade en barbarisk metod för krigföring. I september samma år sattes byggnaden i brand och i den efterföljande utredningen erkände sig Saunders Lewis, Lewis Valentine och D.J. Williams vara skyldiga till brottet. De dömdes till nio månaders fängelse för att sedan mottas som hjältar av en folkmassa på 15 000 människor i Caernarfon när de släpptes fria.
I början av 1930-talet protesterade Plaid Cymru mot avsaknaden av kymriskspråkiga radioprogram och initierade en kampanj om att vägra betala licensavgifterna. Kampanjen lyckades, och radioprogram på kymriska började sändas på en regional kanal 1937.
Mellan 1931 och 1961 sjönk antalet kymrisktalande från 36 % till 26 % av en befolkning på omkring två och en halv miljon. 1962 höll Saunders Lewis ett radiosänt tal med titeln Tynged yr Iaith (”Språkets öde”), där han utifrån detta talade om kymriskans framtid och hur det skulle dö om inte en utomparlamentarisk, direkt aktion vidtogs. Talet ledde till bildandet av Cymdeithas yr Iaith Gymraeg (”Föreningen för det kymriska språket”) och blev en katalysator för många åtgärder för att bevara kymriskan och öka dess status. Bland annat antogs Welsh Language Act 1967” (”1967 års lag om det kymriska språket”), som dels gjorde det möjligt att använda kymriska inom domstolsväsendet över hela Wales, dels tillät statsråd att skriva officiella handlingar och formulär helt eller delvis på kymriska.
1979 meddelade den dåvarande konservativa regeringen att regeringen inte skulle infria löftet om att upprätta en kymriskspråkig tv-kanal, vilket enligt historikern John Davies ledde till att många blev upprörda i hela Wales. I början av 1980-talet lovade 2000 medlemmar av Plaid Cymru att de hellre skulle sitta i fängelse än betala tv-licensen. Samma vår meddelade Gwynfor Evans att han skulle hungerstrejka om ingen kymriskspråkig tv-kanal upprättades. Regeringen gav så småningom med sig och tv-kanalen S4C etablerades 1982.
1993 genomfördes ännu än lag angående kymriskan (1993 Welsh Language Act, ”1993 års lag om det kymriska språket”) som stadgar att alla offentliga inrättningar var skyldiga att tillhandahålla tjänster på språket. Därmed likställer lagen kymriskan med engelska inom den offentliga sektorn.

#### 2000-talet
Enligt undersökningen 2001 ökade antalet kymrisktalande för första gången på över hundra år. 20,5 % av en befolkning på över 2,9 miljoner påstod att de talade kymriska flytande, dessutom uppgav 28 % av befolkningen att de förstod språket. Undersökningen visade att ökningen var påtaglig i städerna, såsom i Cardiff, där antalet talare ökade från 6,6 % 1991 till 10,9 % 2001, och i Rhondda Cynon Taf där antalet talare ökade från 9 % till 12,3 %. Däremot minskade antalet talare i Gwynedd och Ceredigion som utgör språkets kärnland.
Sedan 2011 har språket fullständig officiell status.

Språken i Wales mellan 1750 och 1900
1750
1800
1850
1900

## Ortografi
Kymriska skrivs med en variant av det latinska alfabetet och består av 28 bokstäver, varav åtta är digrafer, det vill säga två bokstäver som representerar ett språkljud. Dessa åtta digrafer räknas som separata bokstäver. Det gör att till exempel lori står före llawn i en ordbok, eftersom två L utgör en bokstav.
| Versaler |   |   |    |   |    |   |   |    |   |    |   |   |   |    |   |   |   |   |    |   |    |   |   |    |   |   |   |
| A        | B | C | CH | D | DD | E | F | FF | G | NG | H | I | L | LL | M | N | O | P | PH | R | RH | S | T | TH | U | W | Y |
| Gemener  |   |   |    |   |    |   |   |    |   |    |   |   |   |    |   |   |   |   |    |   |    |   |   |    |   |   |   |
| a        | b | c | ch | d | dd | e | f | ff | g | ng | h | i | l | ll | m | n | o | p | ph | r | rh | s | t | th | u | w | y |

Utöver dessa används även ⟨j⟩, men bara i lånord såsom garej (”garage”) och jôc (”skämt”) där det står för /dʒ/. Kymriskan saknar även bokstäverna ⟨k⟩, ⟨q⟩, ⟨x⟩, ⟨v⟩, och ⟨z⟩, men de förekommer även de i vissa lånord. I samtliga fall kan dock en kymrisk bokstav användas i stället i ord som cilogram, folt (”volt”), senon (”xenon”) och sero (”noll”). Diakritiska tecken förekommer även på kymriska, men räknas inte som separata bokstäver. Det vanligaste är cirkumflex som förekommer på vissa vokaler för att visa att de är långa, ofta för att skilja dem mot homografer med korta vokaler, såsom man (”plats”) och mân (”liten”).
På kymriska är ⟨w⟩ en vokal, och representerar ljudet /ʊ/ eller /uː/.

## Stilnivåer
Det är viktigt när man talar om kymriska att man skiljer på vardagskymriskan (Colloquial Welsh, Cymraeg llafar), som är den varietet som används i talspråk, och litterär kymriska (Literary Welsh, Cymraeg llenyddol). Skillnaden mellan dessa är mycket större än skillnaden mellan talad och skriven svenska eller engelska. Enligt Gareth King är skillnaden så stor att det finns skäl att betrakta dem som skilda språk.
Det språk som kymrisktalande har som modersmål är vardagskymriska och de behöver inte anstränga sig för att aktivt lära sig det. Däremot är inte litterär kymriska modersmål för någon och de som behärskar det har lärt sig det. Den litterära kymriskan är ett standardiserat språk som formades vid översättningen av den kymriska bibeln på 1500-talet, och tog då medvetet inte hänsyn till den talade kymriskan. Den slog igenom just eftersom det inte fanns ett enhetligt språk och ett skriftspråk behövdes. Litterär kymriska är dock inte samma sak som skriven kymriska. Litterär kymriska är en form av skriven kymriska medan skriven kymriska kan vara skriven på både vardagskymriska och litterär kymriska.
Skillnaderna mellan vardagskymriska och litterär kymriska gäller för det mesta grammatiken, verbböjningar kan se väldigt annorlunda ut, medan ordförrådet i stort sett är samma för de båda varieteterna. Här följer några skillnader mellan varieteterna:
| Litterär kymriska                    | Vardagskymriska                        |
| ------------------------------------ | -------------------------------------- |
| Använder sig mer av verbböjningar    | Använder sig mer av perifraser         |
| Konjunktiv används                   | Konjunktiv används bara i fasta fraser |
| Pronomen kan utelämnas               | Pronomen kan inte utelämnas            |
| Personnamn kan muteras (dock sällan) | Personnamn muteras aldrig              |

Litterär kymriska tenderar att använda många fler böjningar än talad kymriska och utelämnar därmed ofta, likt latin, pronomen, eftersom det framgår av böjningarna vem man talar om. Skillnaderna kan ses i följande exempel från Kings Colloquial Welsh.
| Svenska           | Jag visste inte att du hade sett honom.     |
| Vardagskymriska   | O’n i ddim yn gwybod bod chi wedi’i weld e. |
| Litterär kymriska | Ni wyddwn y’i gwelasech.                    |

## Ljudlära
Kymriskan har ett antal ljud som inte förekommer på svenska eller engelska och som är typologiskt ovanliga i europeiska språk, såsom den tonlösa alveolara laterala frikativan [ɬ], tonlösa nasala konsonanter såsom  [m̥], [n̥], och [ŋ̊], samt den tonlösa rotiska konsonanten [r̥]. Betoningen faller ofta på penultiman (näst sista stavelsen) i flerstaviga ord.

### Konsonanter
Kymriska har följande konsonantfonem.
|               | Labiala | Dentala | Alveolara | Alveolara | Palatala  | Dorsala | Glottala |
| vanliga       | Labiala | Dentala | laterala  |           | Palatala  | Dorsala | Glottala |
| ------------- | ------- | ------- | --------- | --------- | --------- | ------- | -------- |
| Klusiler      | p b     |         | t d       |           |           | k ɡ     |          |
| Affrikator    |         |         |           |           | (tʃ) (dʒ) |         |          |
| Frikativor    | f v     | θ ð     | s (z)     | ɬ         | ʃ         | χ (ʁ)   | h        |
| Nasaler       | (m̥) m   |         | (n̥) n     |           |           | (ŋ̊) ŋ   |          |
| Tremulanter   |         |         | r̥ r       |           |           |         |          |
| Approximanter |         |         |           | l         | j         | w       |          |

Ljud inom parentes är antingen allofoner, eller ljud som bara finns i lånord. Ljudet /z/ förekommer bara i lånord som ännu inte assimilerats. De postalveolara affrikatorna /tʃ/ och /dʒ/ finns mestadels bara i lånord, men även i några dialekter som en utveckling av /tj/ och /dj/. De tonlösa nasalerna /m̥ n̥ ŋ̊/ förekommer främst i början av ord på grund av nasal mutation (se mutationer). De kan också förekomma i mitten av ord, men bara före en betonad vokal, som i brenhines (”drottning”), jämför brenin (”kung”) där betoningen inte ligger på vokalen före nasalen.
Klusilerna /p t k/ skiljer sig från /b d ɡ/ genom aspiration snarare än huruvida konsonanten är tonande eller inte, eftersom /b d ɡ/ i de flesta fall är tonlösa. Frikativorna /v ð/ kan också vara tonlösa i vissa sammanhang, men skiljs från /f θ/ tack vare en kortare frikativ längd än de förstnämnda.
Fonemet /r/ kan uttalas som en tonande uvular frikativa /ʁ/ av några talare i Dyfed och Gwynedd, ett uttal känt som tafod tew (”tjock tunga”).

### Vokaler
Kymriskan har följande vokalfonem:
| Monoftonger  | Främre | Centrala | Bakre |
| ------------ | ------ | -------- | ----- |
| Slutna       | iː     | ɨː       | uː    |
| Halvslutna   | ɪ      | ɨ̞        | ʊ     |
| Mellanslutna | eː     | ə(ː)     | oː    |
| Mellanöppna  | ɛ      | ə(ː)     | ɔ     |
| Öppna        | a      |          | ɑː    |

En tabell med vokalformanter hos en kymrisktalande från Bangor.

Vokalerna /ɨ̞/ och /ɨː/ återfinns bara i nordliga dialekter; i sydliga dialekter ersätts de i stället av /ɪ/ respektive /iː/. I sydliga dialekter görs bara skillnaden mellan långa och korta vokaler i betonade stavelser; i nordliga dialekter återfinns skillnaden bara i betonade slutstavelser (inklusive enstaviga ord).
Vokalen /ə/ finns inte slutstavelsen av ett ord (förutom några få enstaviga proklitiska ord). I sydliga dialekter kan schwa vara både långt och kort medan det i nordliga dialekter endast är kort, eftersom långa vokaler bara finns i slutstavelser, en position där ett schwa aldrig återfinns.
| Diftonger     | Andra delen | Andra delen | Andra delen |
| Första delen  | främre      | central     | bakre       |
| ------------- | ----------- | ----------- | ----------- |
| slutna        | ʊi          | ʊɨ          | ɪu, ɨu      |
| mellanvokaler | əi/ɛi, ɔi   | əɨ/ɛɨ, ɔɨ   | əu/ɛu, ɔu   |
| öppna         | ai          | aɨ, ɑːɨ     | au          |

Diftongerna med /ɨ/ finns bara på nordliga dialekter, i sydliga dialekter ersätts till exempel /ʊɨ/ med /ʊi/. I söder finns tendensen att förenkla diftonger i dagligt tal, så /ɡwɑːɨθ/ blir /ɡwaːθ/ i söder, och /ɡwɛiθjɔ/ i norr blir /ɡwiθɔ/ i söder.

#### Betoning och accent
Betoningen i flerstaviga ord faller ofta på penultiman, det vill säga den näst sista stavelsen, och ibland på den sista (till exempel verb som slutar på -áu). Undantag kan göras för lånord såsom ambiwlans och testament. Detta gör att besläktade ord kan låta ganska annorlunda, eftersom betoningen flyttas efter hur många stavelser ordet har, som till exempel:
|               |                 |                            |
| ysgrif        | /ˈəsɡriv/       | — en artikel eller uppsats |
| ysgrifen      | /əsˈɡriven/     | — skrift                   |
| ysgrifennydd  | /əsɡriˈvenɨð/   | — en sekreterare           |
| ysgrifenyddes | /əsɡriveˈnəðes/ | — en kvinnlig sekreterare  |
Notera även hur uttalet av det andra Y:et förändras genom att en stavelse läggs till på ysgrifennydd. Detta beror på att uttalet av ”y” beror på huruvida det står i slutstavelsen eller inte.
Betoningen på penultimor karakteriseras av en låg ton, som följs av en hög på den obetonade slutstavelsen. I ord med betoningen på slutstavelsen har den stavelsen hög ton.

## Grammatik

### Formlära
Kymriskans formlära karakteriseras av bland annat konsonantmutationer, böjningar av prepositioner, verbböjningar efter personer och modus såsom affirmativ, interrogativ och negativ. I synnerhet verbböjningar kan skilja sig mycket mellan vardagskymriska och litterär kymriska (se ovan) och även dialektala skillnader kan förekomma. Detta kapitel om formlära behandlar främst en standardiserad vardagskymriska och tar inte upp lika mycket om skriven formell kymriska.
Mycket av formläran delar kymriskan med de andra keltiska språken. Kymriskan har ingen kasusböjning.

#### Mutationer
Kymriska, likt andra keltiska språk, karakteriseras av konsonantmutationer. Det är ett fonologiskt fenomen som påverkar begynnelsekonsonanten i ett ord så att den förändras beroende på i vilket sammanhang ordet står. Dessa förändringar visas även i skrift:
| Grundform | Mjuk         | Nasal | Aspirerad |
| --------- | ------------ | ----- | --------- |
| p         | b            | mh    | ph        |
| t         | d            | nh    | th        |
| c         | g            | ngh   | ch        |
| b         | f            | m     |           |
| d         | dd           | n     |           |
| g         | (försvinner) | ng    |           |
| m         | f            |       |           |
| ll        | l            |       |           |
| rh        | r            |       |           |

En tom ruta innebär att konsonanten inte förändras. När ett ord med ⟨g⟩ genomgår mjuk mutation försvinner G:et, så att gwlad blir wlad, till exempel. Ord som inte börjar på någon av konsonanterna i tabellen genomgår aldrig mutation.
Ofta när ett ord genomgår mutation beror det på att ett annat ord ”styr” en mutation. Till exempel styr neu (”eller”) mjuk mutation så att coffi (”kaffe”) förändras i en mening såsom ”Te neu goffi?” (”Te eller kaffe?”). Om ett ord däremot kommer emellan dessa ord så ”upphävs” mutationen, så meningen ”teet eller kaffet” blir i stället ”Y te neu y coffi?” där den bestämda artikeln ”y” förhindrar att coffi genomgår mutation.
Ett ord kan även genomgå mutation på grund av meningens konstruktion. King ger som exempel att i meningar med rhaid (”måste”) genomgår alltid huvudverbet mutation, även om andra ord skulle stå emellan. I en mening som ”Rhaid i mi fynd.” har huvudverbet mynd (”gå, åka”) genomgått mjuk mutation till fynd på grund av verbet rhaid.
Ibland sker mutationen i mitten av en mening på grund av att vissa prefix också styr mutationer. Det gör att rhesymol (”rimlig”) genomgår mjuk mutation i ordet afresymol (”orimlig”).
Vissa ord kan inte genomgå mutation, det gäller till exempel:
1. ord som redan är muterade
2. icke-kymriska ortnamn såsom Michigan. I dagligt tal muteras ofta dessa ändå och blir till exempel Fichigan. Notera dock att kymriska namn på orter utanför Wales muteras: Llundain (”London”) → i Lundain (”till London”)
3. personnamn, muteras mycket sällan men var vanligare förr
4. vissa lånord, i synnerhet de som börjar på G som garej (”garage”)
5. vissa blandade ord, ofta korta grammatiska ord eller korta ord som börjar på G

Notera även att ord på ”d” inte muteras om ordet före slutar på S: nos da (”god natt”)

#### Substantiv
Kymriska har två genus: maskulinum och femininum. Som på svenska kan alla ord delas in i något av dessa genus och ofta är det slumpmässigt vilket grammatiskt genus ett ord tillhör, såvida det inte är ett levande ting som har ett kön, som ko eller karl. Feminina ord uppträder annorlunda gentemot maskulina genom att de:
1. genomgår mjuk mutation efter bestämd artikel
2. orsakar efterföljande adjektiv att genomgå mjuk mutation
3. använder annorlunda former av vissa räkneord och adjektiv

Kymriskan har två system för numerus, dels samma system som används på svenska, det vill säga en skillnad mellan singular och plural, och en skillnad mellan ett kollektivt substantiv och en enskild enhet. Det andra systemet grundar sig på föremål som ofta uppträder i grupp, ofta växter eller djur, men även andra saker som associeras med grupper. I det första systemet anges pluralformen med ett suffix medan den kollektiva formen är ”grundformen” i det andra systemet, därför anges en individ ur den gruppen med ett suffix. Till exempel:
clêr (”flugor”) → cleren (”fluga”)
mefus (”jordgubbar”) → mefusen (”jordgubbe”)
moch (”grupp av svin”) → mochyn (”gris”)
På det sättet liknar systemet kollektiva ord på svenska såsom ”mygg” eller ”höns”, till skillnad från ”mygga” eller ”höna”, som anger en enskild individ ur gruppen.
I det första systemet visas plural antingen med ett pluralsuffix, med ett omljud, eller med bådadera. Det finns omkring tolv pluralsuffix, av vilka -(i)au är det vanligaste, och det finns tre pluralomljud.

#### Verb
På kymriska bildas ofta verbböjningar med hjälp av ett hjälpverb, ofta bod (”att vara”). I så fall böjs bara bod för att bilda olika tempus och själva huvudverbet böjs inte. Verbet kan också böjas och då är det suffix och liknande som avgör vilket tempus eller modus verbet står i. Vilken variant som används beror på om verbet är ett så kallat verbalsubstantiv eller ett riktigt verb. Verbalsubstantiven är egentligen substantiv, och kan inte verbböjas, utan kräver i stället ett hjälpverb för att kunna användas i en mening. Canu är ett exempel på ett verbalsubstantiv som tillsammans med bod används för verbet sjunga.
Mae Rhian yn canu. - Rhian sjunger.
Mae är en böjningsform av bod, det vill säga är. För att visa att det handlar om ett verb används partikeln yn emellan. Verbalsubstantivet kan jämföras med svenskans -ande i sjungande som också är ett substantiv och kan sättas i bestämd form, sjungandet.
Om huvudverbet ska böjas krävs att verbalsubstantivet i stället är en verbstam. Verbstammen kan exempelvis fås genom att ta bort slutvokalen om verbalsubstantivet slutar på en vokal; canu blir då can-. Till denna stam kan sedan verbsuffix fogas. Suffixsystemet används bara för tre tempus, preteritum, futurum och konditionalis. För de andra tempusen används omskrivning med ett hjälpverb, som bod, naeth, neith eller ddaru. Omskrivning kan dock användas för samtliga tempus.
Notera att litterär kymriska använder sig mycket mer av böjningar av huvudverbet, medan vardagskymriska till större delen använder sig av omskrivningar med hjälpverb. Notera även att dialektala skillnader kan förekomma.

#### Adjektiv
På kymriska kommer vanligtvis adjektiven efter huvudordet, men några få kommer före, såsom hen, pob och holl. När adjektiven kommer efter huvudordet vänds också ordningen gentemot svenska. ”En stor röd bil” blir alltså ”En bil röd stor.” på kymriska. Alla adjektiv som kommer före substantivet gör att substantivet genomgår mjuk mutation utom adjektivet ”pob” (”varje”). Meningen ”en svart hund” heter alltså ci du, medan ”en gammal hund” heter hen gi. Ytterst få adjektiv kan stå antingen före eller efter och för dem som kan skiljer sig ofta betydelsen:
unig blentyn - ett enda barn
plentyn unig - ett ensamt barn
Vanligtvis böjs inte adjektiven, men förr i tiden brukade många enstaviga adjektiv ha särskilda former för maskulinum och femininum. Detta finns som rest i dagens kymriska med några få vanliga enstaviga adjektiv. Notera även att adjektivet genomgår mjuk mutation efter feminina ord:
en vit tjur - tarw gwyn
en vit ko - buwch wen
Några adjektiv har också en särskild form för plural, vilket också var mycket vanligare i ett tidigare stadium av språket. Pluraländelsen är ofta -(i)on, och ordet kan också byta vokal. Dessa adjektiv förekommer numera ofta självständiga såsom ”de fattiga” eller ”de unga”.
Precis som på svenska kompareras även adjektiv. De kan kompareras med hjälp av suffixen -ach (”-are”) och -a (”-ast”), eller med orden mwy (”mer”) och mwya (”mest”). Vilket av systemen som används beror för det mesta på hur kort ordet är. Korta ord föredrar komparation med ändelser, medan ord längre än två stavelser använder sig av orden mer och mest. Ord på exakt två stavelser varierar mellan båda system och det skilja sig från person till person eller dialekt.
hardd, harddach, hardda - vacker, vackrare, vackrast
darllenadwy, mwy darllenadwy, mwya darllenadwy - lättläst, mer lättläst, mest lättläst
Motsvarigheten till svenskans possessiva pronomen klassificeras på kymriska i stället som possessiva adjektiv, de fungerar som andra adjektiv och står före substantivet. De styr alla mjuk mutation utom fy (”min”) som styr nasal och ei (”hennes”) som styr aspirerad. Notera att ei i betydelsen ”hans” styr mjuk. Många talare undviker dock de avvikande mutationerna.
|           |           | Sing.     | Pl.        |
| 1:a pers. | 1:a pers. | fy…(i)    | ein…(ni)   |
| 2:a pers. | 2:a pers. | dy…(di)   | eich…(chi) |
| 3:e pers. | Mask.     | ei…(e/fe) | eu…(nhw)   |
| 3:e pers. | Fem.      | ei…(hi)   | eu…(nhw)   |
Det ska noteras att många av dessa kan variera på olika dialekter, och tabellen representerar bara en standard i skriftspråk. Dessutom representerar stavningen inte uttalet särskilt bra utan många uttalas oregelbundet. De efterställda orden är personliga pronomen som många talare upprepar efter huvudordet, och kan ha uppkommit för att skilja på ”hans” och ”hennes” som låter likadant.
På samma sätt som possessiva pronomen klassificeras som adjektiv, klassas också demonstrativa pronomen som adjektiv så länge de används med ett substantiv. Annars används andra former. (se pronomen) De possessiva adjektiven är ’ma (”det här, de här”) och ’na (”det där, de där”) och kommer efter huvudordet: y llyfr ’ma (”den här boken”).

#### Pronomen
När det gäller personliga pronomen skiljer inte kymriskan mellan subjekt och objekt. Alltså heter ”hon” och ”henne” båda hi. Däremot finns det varianter av pronomenen som används i olika sammanhang. Det finns också två typer av ”du”, en form som används med familjen, vänner, djur o.s.v., och en som används i formella eller artiga sammanhang. Den är som på svenska och franska formen för andra person plural (”ni”). Det finns inte heller något pronomen för ”det”, utan man använder ”han” eller ”hon” beroende på vad ordet har för genus, däremot finns det bara en form för ”de”. I meningar som ”det regnar” används hi (”hon”). Följande är en tabell över de personliga pronomenen.
|           |           | Sing.      | Pl. |
| 1:a pers. | 1:a pers. | (f)i, mi   | ni  |
| 2:a pers. | 2:a pers. | ti, di     | chi |
| 3:e pers. | Mask.     | (f)e, (f)o | nhw |
| 3:e pers. | Fem.      | hi         | nhw |
På litterär kymriska används ef för (f)e, chwi för chi och hwy för nhw, men ingen av dessa är särskilt vanliga i talspråk. (F)e används i södra Wales medan (f)o används i norra. För att göra ett pronomen reflexivt lägger man till ordet hun(an) (”själv”) efteråt. I norr används hun och i söder hunan. I söder blir hunan även hunain i plural. Utöver dessa finns även pronomen som används vid emfas, i meningar såsom ”Jag tänker minsann inte göra det.” Dessa är:
|           |           | Sing.                 | Pl.     |
| 1:a pers. | 1:a pers. | innau, finnau, minnau | ninnau  |
| 2:a pers. | 2:a pers. | tithau, dithau        | chithau |
| 3:e pers. | Mask.     | yntau, fintau         | nhwthau |
| 3:e pers. | Fem.      | hithau                | nhwthau |
Demonstrativa pronomen klassificeras som pronomen på kymriska när det inte kommer något substantiv efteråt, annars klassificeras de, likt possessiva pronomen, som adjektiv. Det finns även demonstrativa pronomen för vissa abstrakta koncept som information eller i vissa fraser, tid. De skulle användas i en mening som Vad ska det här betyda? De demonstrativa pronomenen är:
|         | Mask.        | Fem.         | Abstrakt |
| det här | hwn          | hon          | hyn      |
| det där | hwnnw, hwnna | honno, honna | hynny    |
| de här  | y rhain      | y rhain      |          |
| de där  | y rheiny     | y rheiny     |          |

#### Prepositioner
Kymriska prepositioner fungerar ungefär som på svenska. Vissa prepositioner styr olika mutationer, men de flesta styr mjuk mutation. När vissa prepositioner på kymriska står tillsammans med ett pronomen fogas de samman med hjälp av en extra stavelse som ändras för varje person. Man brukar tala om att prepositionerna böjs, vilket är en rest av böjningsmönster för verb. Jämför prepositionerna gyda och ar:
med Rhian - gyda Rhian
på Rhian - ar Rhian
med henne - gyda hi
på henne - arni hi
Gyda är en preposition som inte böjs, men när man använder ar med hi måste -ni fogas till prepositionen.

#### Artiklar
Kymriska har ingen obestämd artikel såsom en, ett utan bara substantivet används. Alltså kan ci betyda både hund och en hund. Den bestämda artikeln är y och yr framför ord med vokal och som börjar med h-. Efter vokal används ’r, såsom i i'r siop (”till affären”).

### Satslära
Kymriska är ett VSO-språk, det vill säga att till skillnad från svenska där subjektet står först, sedan predikatet och sist objektet, står i stället på kymriska predikatet först och sedan subjekt och sist objekt i en enkel sats.
Jag köpte kaffe.
Prynais i goffi. (bok. Köpte jag kaffe.)

## Räknesystem
När man räknar från ett till tio på kymriska förekommer det inga större skillnader mot svenska, förutom att siffrorna 2-4 har dubbla former för femininum respektive maskulinum. Över elva förekommer två system, dels ett vigesimalt talsystem, det vill säga ett räknesystem baserat på tjugotal, och ett decimalt talsystem. Det decimala talsystemet är enklare och är det som lärs ut i skolorna. Många talare finner det vigesimala krångligare, men det är i högsta grad levande i språket och i vissa sammanhang (såsom tid), obligatoriskt.
Tjugo kan till exempel antingen heta dauddeg (”två-tio”) eller ugain. Därefter kan fyrtio antingen heta pedwardeg (”fyra-tio”) eller deugain (”två-tjugo”), beroende på vilket system man använder.
Låga tal följs alltid av singular, även om det är flera av föremålet som åsyftas. Var gränsen går varierar från talare till talare, vissa övergår till pluralformer redan vid tre, medan vissa använder singular upp till tio.

## Ordförråd

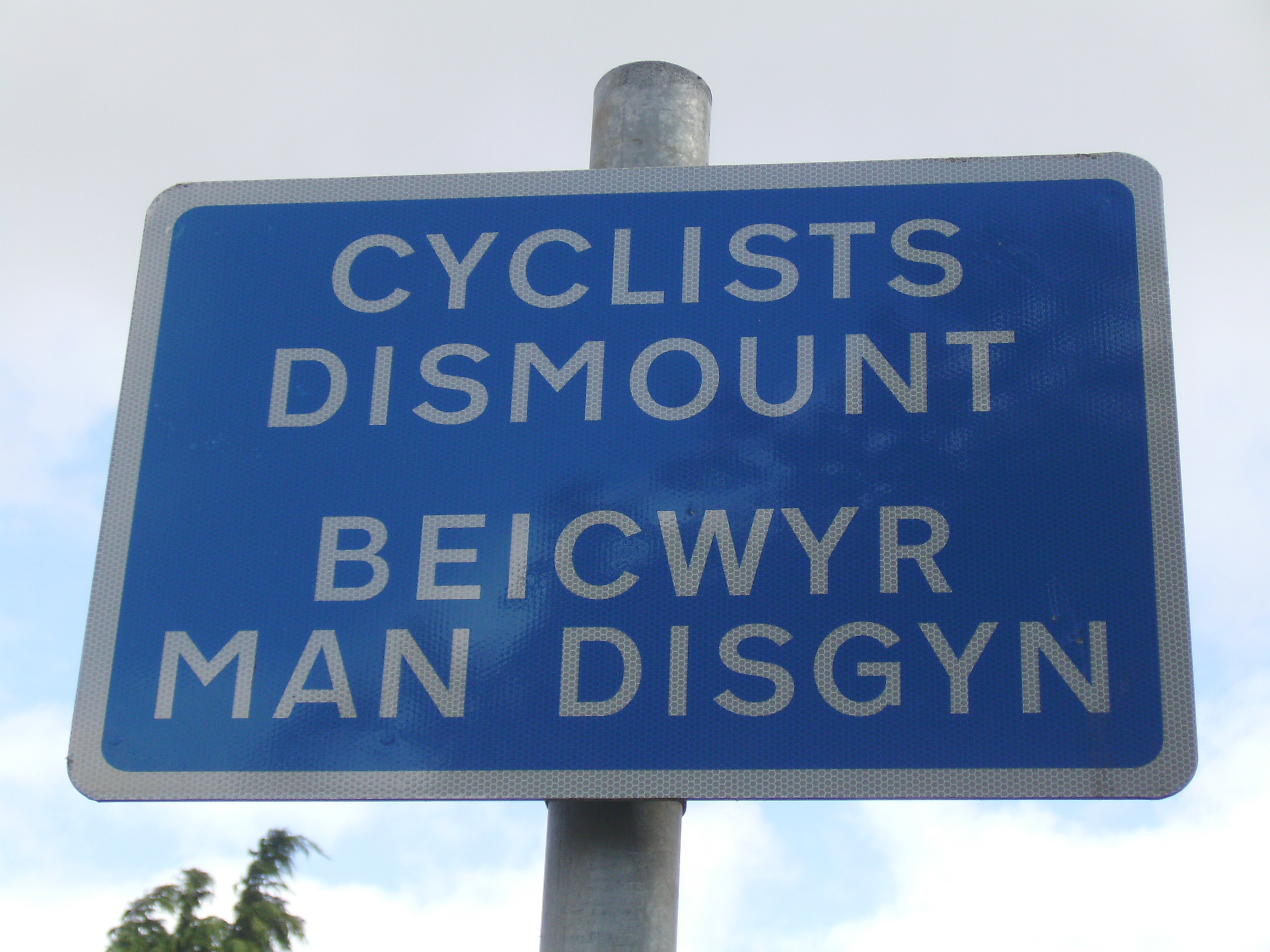
Vägskylt där cyclist översatts med ett engelskt lånord, beicwyr, av biker.

Eftersom kymriska är ett brittiskt språk och härstammar från britanniska, är de flesta ord keltiska och nedärvda därifrån, såsom ci (”hund”), blodyn (”blomma”) och newydd (”ny”).
Under romartiden från och med år 70 var hela Storbritannien ockuperat av romarna förutom norra Skottland. Latin blev det officiella språket och brittiskan, kymriskans moderspråk, var språket som talades till vardags. Under den här perioden lånades många latinska ord in i språket, i synnerhet för företeelser och kultur som romarna förde med sig, såsom skrivkonst, religion, byggnadskonst och andra vanliga ord som spred sig på grund av latinets inflytande. Många av dessa ord har levt kvar i dagens kymriska såsom llythyr (”brev” av littera), ffenestr (”fönster”, av fenestra), pont (”bro”, av pons), eglwys (”kyrka”, av ecclēsia), gwin (”vin”, av vīnum), ffrwyth (”frukt”, av fructus), bresych (”kål”, av brassica), med flera.
Efter slaget vid Hastings år 1066 började de franskspråkiga normanderna erövra Wales och England och de, tillsammans med sina engelskspråkiga anhängare, förde med sig både franska och engelska till Wales. Exempel på ord från den här perioden är barwn (”baron”) och gwarant (jämför engelska warrant).
På grund av engelskans stora inflytande i Wales från och med i synnerhet industriella revolutionen har kymriska även många ord från engelskan, för många olika företeelser. Exempel på engelska lånord är hapus (”glad”, av happy), tacsi (”taxi”), ffrind (”vän”, av friend), dawns (”dans” av dance), rygbi (”rugby”), garej (”garage”), gêm (”spel”, av game), silff (”hylla”, av shelf), sies (”schack”, av chess), trên (”tåg”, av train), med flera.

## Dialekter
Man brukar skilja på nordkymriska och sydkymriska när man talar om kymriska dialekter. Det finns fler däremellan, men en dialekt brukar kategoriseras i antingen nord- eller sydkymriska. Skillnaden gäller i första hand uttal och språkmelodi, men det finns också skillnader i ordförråd, grammatik och ordföljd.
Skillnader i uttal är bland annat att i och u uttalas likadant på sydkymriska ([ɪ], [iː]) medan de på nordkymriska uttalas med olika typer av i-ljud. Infinitivformen -au och pluralformen -ai brukar båda uttalas som ett kort a på nordkymriska, och många ord med e uttalas i stället med a. På sydkymriska brukar -au i stället uttalas e och diftonger brukar förenklas så att Cymraeg ([kəmˈrɑːɨg]) i stället låter som Cymrâg ([kəmˈraːg]). Dessutom brukar ord med chw- på nordkymriska ofta bli hw- eller bara w- på sydkymriska.
Vissa pronomen skiljer sig dessutom mellan nord- och sydkymriska, ”han” heter till exempel fe, e i söder, men fo, o i norr och ”själv” som i ”jag själv” heter hun i norr men hunan i söder.

## Utbildning på kymriska

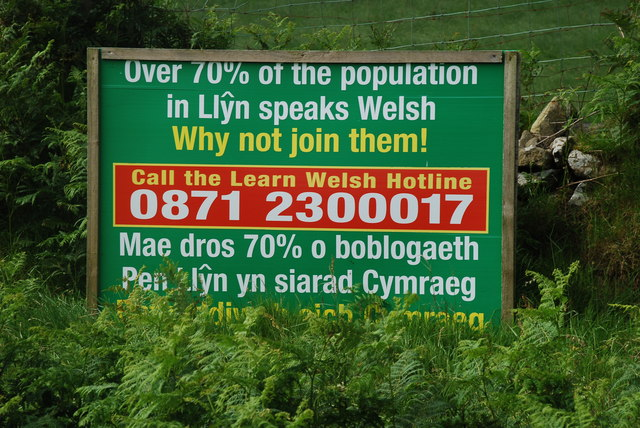
Reklam för lektioner i kymriska.

Utbildning som sker på kymriska kallas på engelska för Welsh medium education (Addysg Gymraeg). 1990 blev det obligatoriskt med kymriska i skolorna upp till fjorton år. 1999 blev det även obligatoriskt upp till sexton. Det gör att alla elever i vanliga skolor studerar kymriska från att de är fem till dess att de är sexton. På privatskolor är det inte lika vanligt. Den första skolan grundades 1939 i Aberystwyth och den första kommunala skolan i Llanelli 1949. På 1960-talet blev det populärare med kymriskspråkiga skolor eftersom man trodde att elever på dessa skolor gjorde bättre ifrån sig i skolan.
På de flesta kymriskspråkiga skolor sker undervisningen på antingen kymriska eller på både kymriska och engelska. Några skolor har dock matematik och naturorienterande ämnen på engelska, eftersom det anses att engelska är det internationella språket för i synnerhet naturvetenskap. Andra anser att bäst resultat uppnås genom att bara använda kymriska, och några anser att tvåspråkighet är det som fungerar bäst.
Engelska introduceras ofta vid sju års ålder för barn från kymriskspråkiga hem och de talar ofta en infödd engelska vid runt 10-11 års ålder. Det är ovanligt att barn hamnar efter i engelska eftersom språket är så dominant i media och på offentliga platser.

## Teknologi
Kymriska har många ord för innovationer och neologismer och har utvecklats till att användas mer på internet och i andra tekniksammanhang. Bland annat finns en databas för specifika termer på kymriska, olika gränssnitt på kymriska som för till exempel Windows XP, Vista, Windows 7, Microsoft Office, Open Office, Mozilla Firefox och vissa Linuxdistributioner. Det finns även bloggar på kymriska och webbsidor såsom Facebook och Wikipedia som har kymriskspråkiga versioner sedan 2009 respektive 2003.
2006 släppte Bwrdd yr Iaith Gymraeg en mjukvara som möjliggjorde användandet av prediktiv textinmatning vid sms på kymriska och 2009 kom Samsung S5600, den första kymriskspråkiga mobiltelefonen med gränssnitt och T9 på språket. Det har också gjorts spelapplikationer för Iphone på kymriska.

### Fotnoter
1. 1 2 3  ”2004 Welsh Language Use Survey: the report” (på engelska) (PDF). Arkiverad från originalet den 29 augusti 2011. https://wayback.archive-it.org/11112/20110829151357/http://www.byig-wlb.org.uk/English/publications/Publications/4068.pdf. Läst 23 maj 2010.
2. ↑  ”Refworld | World Directory of Minorities and Indigenous Peoples - United Kingdom : Welsh” (på engelska). United Nations High Commissioner for Refugees. 2008. http://www.unhcr.org/refworld/topic,463af2212,488f25df2,49749c8cc,0.html. Läst 13 november 2011.
3. ↑  ”Wales and Argentina” (på engelska). Wales.com. Welsh Assembly Government. Arkiverad från originalet den 16 oktober 2012. https://web.archive.org/web/20121016085047/http://www.wales.com/en/content/cms/English/International_Links/Wales_and_the_World/Wales_and_Argentina/Wales_and_Argentina.aspx. Läst 13 november 2011.
4. ↑  ”Detailed Languages Spoken at Home” (på engelska) (XLS). United States Census Bureau. 27 april 2010. http://www.census.gov/hhes/socdemo/language/data/other/detailed-lang-tables.xls. Läst 13 november 2011.
5. ↑  ”2006 Census of Canada: Topic based tabulations: Various Languages Spoken” (på engelska). Statistics Canada. 2006. http://www12.statcan.gc.ca:80/census-recensement/2006/dp-pd/tbt/Rp-eng.cfm?A=R&APATH=3&D1=0&D2=0&D3=0&D4=0&D5=0&D6=0&DETAIL=0&DIM=0&FL=A&FREE=0&GC=01&GID=837928&GK=1&GRP=1&LANG=E&O=D&PID=89189&PRID=0&PTYPE=88971%2C97154&S=0&SHOWALL=0&SUB=0&TABID=1&THEME=70&Temporal=2006&VID=0&VNAMEE=&VNAMEF=. Läst 13 november 2011.
6. ↑  Svenska Akademiens ordböcker (SAOL, SO och SAOB) på Svenska.se: kymriska
7. ↑  Svenska Akademiens ordböcker (SAOL, SO och SAOB) på Svenska.se: walesiska
8. ↑  ”Taking Tea and Tortes With the Welsh In Distant Argentina” (på engelska). The New York Times. 3 april 2005. http://query.nytimes.com/gst/fullpage.html?res=9A03E4D7153FF930A35757C0A9639C8B63&sec=travel&spon=&pagewanted=2. Läst 6 april 2010.
9. 1 2  ”Welsh Language Act 1993” (på engelska). http://www.legislation.gov.uk/ukpga/1993/38/contents. Läst 3 november 2011.
10. 1 2  ”Welsh Language (Wales) Measure 2011” (på engelska). National Assembly of Wales. Arkiverad från originalet den 21 januari 2011. https://web.archive.org/web/20110121033157/http://www.assemblywales.org/bus-home/bus-legislation/bus-leg-measures/business-legislation-measures-wl.htm. Läst 13 februari 2011.
11. ↑  ”Welsh Language Measure receives Royal Assent” (på engelska). Welsh Assembly Government. Arkiverad från originalet den 22 september 2013. https://web.archive.org/web/20130922140142/http://wales.gov.uk/newsroom/welshlanguage/2011/110211welshlang/?lang=en. Läst 13 januari 2011.
12. ↑  ”Kymriska eller walesiska?”. Språkrådet. 25 september 2011. Arkiverad från originalet den 6 november 2011. https://web.archive.org/web/20111106125550/http://www.sprakradet.se/11455. Läst 11 november 2011.
13. ↑  Välska språket och litteraturen i Nordisk familjebok (första upplagan, 1893)
14. ↑  Koch  2005, s. 291–292.
15. 1 2 3 4  Koch  2005, s. 1757.
16. ↑  Evans  1964.
17. ↑  Strachan  1909.
18. 1 2  ”Welsh language: The Industrial Revolution” (på engelska). BBC Cymru Wales. http://www.bbc.co.uk/wales/history/sites/themes/society/language_industrialrevolution.shtml. Läst 10 november 2011.
19. 1 2 3 4  Davies  1994, s. 592.
20. ↑  Davies  1994, s. 590.
21. ↑  ”Welsh 'becoming symbolic rather than living language'” (på engelska). BBC News. 15 januari 2011. http://www.bbc.co.uk/news/uk-wales-north-west-wales-12199261. Läst 10 november 2011.
22. ↑  Davies  1994, s. 649.
23. ↑  Williams  1985, s. 292.
24. ↑  Davies  1994, s. 680.
25. 1 2 3  ”Census shows Welsh language rise” (på engelska). BBC News. 14 februari 2003. http://news.bbc.co.uk/2/hi/uk_news/wales/2755217.stm. Läst 11 november 2011.
26. ↑  King  2000, s. 1.
27. ↑  King  2000, s. 2.
28. 1 2 3  King  1993, s. 2.
29. ↑  King  2000, s. 231.
30. 1 2  King  2000, s. 231–233.
31. 1 2  Jones  1984, s. 40–64.
32. ↑  Wells  1986, s. 390.
33. ↑  Ball  1984, s. 5–39.
34. 1 2  Williams  1983.
35. ↑  King  1993, s. 14.
36. 1 2  King  1993, s. 15.
37. ↑  King  1993, s. 16.
38. ↑  King  1993, s. 19.
39. ↑  King  1993, s. 42.
40. ↑  King  1993, s. 47–48.
41. ↑  King  1993, s. 49–50, 60.
42. ↑  King  1993, s. 135.
43. ↑  King  1993, s. 138.
44. ↑  King  1993, s. 69.
45. ↑  King  1993, s. 71.
46. ↑  King  1993, s. 73.
47. ↑  King  1993, s. 75.
48. ↑  King  1993, s. 80.
49. ↑  King  1993, s. 81.
50. ↑  King  1993, s. 85.
51. ↑  King  1993, s. 90–91.
52. ↑  King  1993, s. 98.
53. ↑  King  1993, s. 275.
54. ↑  King  2000, s. 258.
55. 1 2  King  1993, s. 112–114.
56. ↑  ”The Roman Invasion” (på engelska). BBC Wales. http://www.bbc.co.uk/wales/history/sites/themes/society/language_romans.shtml. Läst 2 januari 2011.
57. ↑  ”The Norman Conquest” (på engelska). BBC Wales. http://www.bbc.co.uk/wales/history/sites/themes/society/language_normans.shtml. Läst 2 januari 2011.
58. 1 2  King  2000, s. 210.
59. ↑  ”Education in Welsh” (på engelska). BBC Cymru Wales. 2003. Arkiverad från originalet den 30 maj 2012. https://archive.is/20120530050454/http://www.bbc.co.uk/wales/schoolgate/aboutschool/content/inwelsh.shtml. Läst 13 november 2011.
60. 1 2 3  ”A short history” (på engelska). BBC Cymru Wales. 2003. Arkiverad från originalet den 14 januari 2013. https://archive.is/20130114051118/http://www.bbc.co.uk/wales/schoolgate/aboutschool/content/2inwelsh.shtml. Läst 13 november 2011.
61. ↑  ”Welsh National Database of Terms” (på engelska). Bwrdd yr Iaith Gymraeg. http://www.e-gymraeg.org/bwrdd-yr-iaith/termau/default.aspx?lang=en. Läst 13 november 2011.
62. ↑  ”How to install the Welsh Windows 7 Language Interface Pack”. Microsoft. http://windows.microsoft.com/en-gb/windows7/install-welsh-lip. Läst 13 november 2011.
63. ↑  ”Mozilla.com/cy”. http://www.mozilla.org/cy/firefox/new/. Läst 13 november 2011.
64. ↑  Se till exempel webbsidor som Blogiadur.com Arkiverad 2 december 2011 hämtat från the Wayback Machine.
65. ↑  Se Wikipedia på kymriska: cy.wikipedia.org.
66. ↑  ”SMS in Welsh” (på engelska). 11 augusti 2006. http://www.cellular-news.com/story/18781.php. Läst 13 november 2011.
67. ↑  ”World’s first Welsh language mobile phone launched” (på engelska). Bwrdd yr Iaith Gymraeg. 25 augusti 2009. Arkiverad från originalet den 18 januari 2012. https://web.archive.org/web/20120118041905/http://www.byig-wlb.org.uk/English/news/Pages/Lansio%27rff%C3%B4nsymudolCymraegcyntafybyd.aspx. Läst 13 november 2011.
68. ↑  ”First Welsh game app for iPhone launched” (på engelska). BBC Wales. 10 januari 2011. http://news.bbc.co.uk/local/northwestwales/hi/people_and_places/newsid_9348000/9348217.stm. Läst 13 november 2011.